# 希龙吉
希龙吉（法語：Chirongui，法語發音：[ʃiʁɔ̃ɡi]）是法国海外省马约特的一个市镇。

## 地理
希龙吉（12°56'6"S, 45°9'3"E）面积28.76 平方千米，位于法国海外省马约特。
与希龙吉接壤的市镇（或旧市镇、城区）包括：邦德雷莱、布埃尼、登贝尼、卡尼凯利、旺加尼、萨达。
希龙吉的时区为UTC+03:00。

## 行政
希龙吉的邮政编码为97620，INSEE市镇编码为97606。

## 政治
希龙吉所属的省级选区为萨达县。

## 人口
希龙吉于2017时的人口数量为8920人。